# Liste der Baudenkmale in Potsdam/B
Dieser Teil der Liste beinhaltet die Denkmale in Potsdam, die sich in Straßen befinden, die mit B beginnen. Der Stand der Liste ist der 31. Dezember 2020.

## Legende
In den Spalten befinden sich folgende Informationen:
- ID-Nr.: Die Nummer wird vom Brandenburgischen Landesamt für Denkmalpflege vergeben. Ein Link hinter der Nummer führt zum Eintrag über das Denkmal in der Denkmaldatenbank. In dieser Spalte kann sich zusätzlich das Wort Wikidata befinden, der entsprechende Link führt zu Angaben zu diesem Denkmal bei Wikidata.
- Lage: die Adresse des Denkmales und die geographischen Koordinaten. Link zu einem Kartenansichtstool, um Koordinaten zu setzen. In der Kartenansicht sind Denkmale ohne Koordinaten mit einem roten beziehungsweise orangen Marker dargestellt und können in der Karte gesetzt werden. Denkmale ohne Bild sind mit einem blauen bzw. roten Marker gekennzeichnet, Denkmale mit Bild mit einem grünen beziehungsweise orangen Marker.
- Bezeichnung: Bezeichnung in den offiziellen Listen des Brandenburgischen Landesamtes für Denkmalpflege. Ein Link hinter der Bezeichnung führt zum Wikipedia-Artikel über das Denkmal.
- Beschreibung: die Beschreibung des Denkmales
- Bild: ein Bild des Denkmales und gegebenenfalls einen Link zu weiteren Fotos des Baudenkmals im Medienarchiv Wikimedia Commons

## Baudenkmale
| ID-Nr.     | Lage                                                                                 | Bezeichnung | Beschreibung | Bild |
| ---------- | ------------------------------------------------------------------------------------ | --- | --- | --- |
| 09155025   | Nördliche Innenstadt Bäckerstraße 1 (Lage)                                           | Bürgerliches Wohnhaus | Baujahr: 1775 Baumeister: Georg Christian Unger | Bürgerliches Wohnhaus |
| 09155026   | Nördliche Innenstadt Bäckerstraße 2 (Lage)                                           | Bürgerliches Wohnhaus | Baujahr: 1775 Baumeister: Georg Christian Unger | Bürgerliches Wohnhaus |
| 09155027   | Nördliche Innenstadt Bäckerstraße 3 (Lage)                                           | Bürgerliches Wohnhaus | Baujahr: 1775 Baumeister: Georg Christian Unger | Bürgerliches Wohnhaus |
| 09155028   | Nördliche Innenstadt Bäckerstraße 4 (Lage)                                           | Bürgerliches Wohnhaus | Baujahr: 1775 Baumeister: Georg Christian Unger | Bürgerliches Wohnhaus |
| 09155029   | Nördliche Innenstadt Bäckerstraße 5 (Lage)                                           | Bürgerliches Wohnhaus | Baujahr: 1775 Baumeister: Georg Christian Unger | Bürgerliches Wohnhaus |
| 09155031   | Nördliche Innenstadt Bäckerstraße 7 (Lage)                                           | Bürgerliches Wohnhaus | Baujahr: 1774 Baumeister: Georg Christian Unger | Bürgerliches Wohnhaus |
| 09155032   | Nördliche Innenstadt Bäckerstraße 8 (Lage)                                           | Bürgerliches Wohnhaus | Baujahr: 1774 Baumeister: Georg Christian Unger | Bürgerliches Wohnhaus |
| 09156069   | Babelsberg Nord Baldurstraße 6 (Lage)                                                | Haus Matthies | Das Einfamilienhaus entstand 1936 nach Plänen Egon Eiermanns in der Formensprache des Neuen Bauens. | [[Vorlage:Bilderwunsch/code!/C:52.398583,13.107856!/D:Babelsberg Nord Baldurstraße 6, Haus Matthies!/\|BW]] |
| 09156550   | Nauener Vorstadt Behlertstraße 4c (Lage)                                             | Fabrikgebäude der pharmazeutischen Fabrik E. Taeschner | | Fabrikgebäude der pharmazeutischen Fabrik E. Taeschner |
| 09157134   | Nauener Vorstadt Behlertstraße 9 (Lage)                                              | Christuskirche mit gepflasterter Zuwegung und Einfriedung | Die evangelisch-lutherische Christuskirche der Selbständigen Evangelisch-Lutherischen Kirche (SELK) wurde 1902/1903 im neugotischen Stil errichtet. Den Entwurf fertigte der Architekt Georg Grabkowsky. Die Ausführung übernahm das Baugeschäft A. Grabkowsky und Söhne. | weitere Bilder |
| 09155740   | Nauener Vorstadt Behlertstraße 12 (Lage)                                             | Bürgerliches Wohnhaus | | Bürgerliches Wohnhaus |
| 09155741   | Nauener Vorstadt Behlertstraße 13 (Lage)                                             | Villa | | Villa |
| 09156272   | Nauener Vorstadt Behlertstraße 18, 18 a, 19, 20 (Lage)                               | „Luisenhaus-Stiftung“ mit Hof- und Freiflächen und straßenseitiger Einfriedung, Waschhaus, Wohnhaus, Koch- und Haushaltsschule, Pensionshaus | | „Luisenhaus-Stiftung“ mit Hof- und Freiflächen und straßenseitiger Einfriedung, Waschhaus, Wohnhaus, Koch- und Haushaltsschule, Pensionshaus |
| 09156119   | Nauener Vorstadt Behlertstraße 29 (Lage)                                             | Fabrikgebäude der pharmazeutischen Fabrik E. Taeschner | | Fabrikgebäude der pharmazeutischen Fabrik E. Taeschner |
| 09155742   | Nauener Vorstadt Behlertstraße 31 (Lage)                                             | Palais Lichtenau mit Gartenanlage | Das klassizistische Gebäude wurde von 1796 bis 1797 unter König Friedrich Wilhelm II. erbaut. | weitere Bilder |
| 09155743   | Nauener Vorstadt Behlertstraße 32 (Lage)                                             | Brückenpächterhaus | Das heutige Aussehen des Hauses entstand durch den Umbau des eingeschossigen Ursprungsbaus von 1792, den Andreas Ludwig Krüger entwarf. Das Wohnhaus wurde 1849/50 um ein Geschoss aufgestockt und um einen einachsigen Anbau mit Thermenfenster im Erdgeschoss sowie einer Loggia im Obergeschoss erweitert. Den Umbau leitete Johann Heinrich Haeberlin. | Brückenpächterhaus |
| 09156708   | Babelsberg Nord Behringstraße 83 (Lage)                                              | Wohnhaus mit Gartenanlage | | Wohnhaus mit Gartenanlage |
| 09155902   | Babelsberg Nord Bendastraße 9 (Lage)                                                 | Kolonistenhaus in der alten „Kolonie Nowawes“ | | Kolonistenhaus in der alten „Kolonie Nowawes“ |
| 09156828   | Nördliche Innenstadt Benkertstraße (Lage)                                            | Straßenzug in der II. Barocken Stadterweiterung | | Straßenzug in der II. Barocken Stadterweiterung |
| 09155586   | Nördliche Innenstadt Benkertstraße 1 (Lage)                                          | Barockes Typenhaus, ohne Brandgassenüberbauung | Baujahr: 1739, Umbau 1851/1890 | Barockes Typenhaus, ohne Brandgassenüberbauung |
| 09155587   | Nördliche Innenstadt Benkertstraße 2 (Lage)                                          | Barockes Typenhaus | Baujahr: 1737 | Barockes Typenhaus |
| 09155588   | Nördliche Innenstadt Benkertstraße 3 (Lage)                                          | Barockes Typenhaus | Baujahr: 1737 | Barockes Typenhaus |
| 09155589   | Nördliche Innenstadt Benkertstraße 4 (Lage)                                          | Barockes Typenhaus | | Barockes Typenhaus |
| 09155590   | Nördliche Innenstadt Benkertstraße 5 (Lage)                                          | Barockes Typenhaus, ohne Brandgassenüberbauung | | Barockes Typenhaus, ohne Brandgassenüberbauung |
| 09155591   | Nördliche Innenstadt Benkertstraße 6 (Lage)                                          | Barockes Typenhaus, ohne Brandgassenüberbauung | | Barockes Typenhaus, ohne Brandgassenüberbauung |
| 09155592   | Nördliche Innenstadt Benkertstraße 7 (Lage)                                          | Barockes Typenhaus, ohne rechten Seitenflügel | | Barockes Typenhaus, ohne rechten Seitenflügel |
| 09155593   | Nördliche Innenstadt Benkertstraße 8 (Lage)                                          | Barockes Typenhaus, ohne Seitenflügel | | Barockes Typenhaus, ohne Seitenflügel |
| 09155594   | Nördliche Innenstadt Benkertstraße 9 (Lage)                                          | Barockes Typenhaus, ohne Seitenflügel | | Barockes Typenhaus, ohne Seitenflügel |
| 09155595   | Nördliche Innenstadt Benkertstraße 10 (Lage)                                         | Barockes Typenhaus, ohne Seitenflügel | | Barockes Typenhaus, ohne Seitenflügel |
| 09155596   | Nördliche Innenstadt Benkertstraße 11 (Lage)                                         | Barockes Typenhaus, ohne Quergebäude | | Barockes Typenhaus, ohne Quergebäude |
| 09155597   | Nördliche Innenstadt Benkertstraße 12 (Lage)                                         | Barockes Typenhaus, ohne Brandgassenüberbauung | | Barockes Typenhaus, ohne Brandgassenüberbauung |
| 09155598   | Nördliche Innenstadt Benkertstraße 14 (Lage)                                         | Barockes Typenhaus | | Barockes Typenhaus |
| 09155599   | Nördliche Innenstadt Benkertstraße 15 (Lage)                                         | Barockes Typenhaus | | Barockes Typenhaus |
| 09155600   | Nördliche Innenstadt Benkertstraße 16 (Lage)                                         | Barockes Typenhaus, ohne Seitenflügel | | Barockes Typenhaus, ohne Seitenflügel |
| 09155601   | Nördliche Innenstadt Benkertstraße 17 (Lage)                                         | Barockes Typenhaus, ohne Seitenflügel | | Barockes Typenhaus, ohne Seitenflügel |
| 09155602   | Nördliche Innenstadt Benkertstraße 18 (Lage)                                         | Barockes Typenhaus, ohne Seitenflügel | | Barockes Typenhaus, ohne Seitenflügel |
| 09155603   | Nördliche Innenstadt Benkertstraße 19 (Lage)                                         | Barockes Typenhaus, ohne Brandgassenüberbauung | | Barockes Typenhaus, ohne Brandgassenüberbauung |
| 09155604   | Nördliche Innenstadt Benkertstraße 20 (Lage)                                         | Barockes Typenhaus, ohne Brandgassenüberbauung | | Barockes Typenhaus, ohne Brandgassenüberbauung |
| 09155605   | Nördliche Innenstadt Benkertstraße 21 (Lage)                                         | Barockes Typenhaus, ohne Seitenflügel | | Barockes Typenhaus, ohne Seitenflügel |
| 09155606   | Nördliche Innenstadt Benkertstraße 22 (Lage)                                         | Barockes Typenhaus, ohne Seitenflügel | | Barockes Typenhaus, ohne Seitenflügel |
| 09155607   | Nördliche Innenstadt Benkertstraße 23 (Lage)                                         | Barockes Typenhaus, einschließlich Quergebäude | | Barockes Typenhaus, einschließlich Quergebäude |
| 09155608   | Nördliche Innenstadt Benkertstraße 24 (Lage)                                         | Barockes Typenhaus, ohne Brandgassenüberbauung | | Barockes Typenhaus, ohne Brandgassenüberbauung |
| 09155876   | Babelsberg Süd Benzstraße 5 (Lage)                                                   | Mietwohnhaus in der „Kolonie Nowawes“ | | Mietwohnhaus in der „Kolonie Nowawes“ |
| 09155877   | Babelsberg Süd Benzstraße 6 (Lage)                                                   | Kolonistenhaus in der „Kolonie Nowawes“ | | Kolonistenhaus in der „Kolonie Nowawes“ |
| 09155878   | Babelsberg Süd Benzstraße 14, 14a (Lage)                                             | Kolonistenhaus in der „Kolonie Nowawes“ | | Kolonistenhaus in der „Kolonie Nowawes“ |
| 09155879   | Babelsberg Süd Benzstraße 17 (Lage)                                                  | Kolonistenhaus in der „Kolonie Nowawes“ | | Kolonistenhaus in der „Kolonie Nowawes“ |
| 09155880   | Babelsberg Süd Benzstraße 22 (Lage)                                                  | Kolonistenhaus in der „Kolonie Nowawes“ | | Kolonistenhaus in der „Kolonie Nowawes“ |
| 09156258   | Babelsberg Süd Benzstraße 23, 23a (Lage)                                             | Kolonistenhaus in der „Kolonie Nowawes“ | | Kolonistenhaus in der „Kolonie Nowawes“ |
| 09155881   | Babelsberg Süd Benzstraße 27 (Lage)                                                  | Kolonistenhaus in der „Kolonie Nowawes“ | | Kolonistenhaus in der „Kolonie Nowawes“ |
| 09155882   | Babelsberg Süd Benzstraße 29 (Lage)                                                  | Kolonistenhaus in der „Kolonie Nowawes“ | | Kolonistenhaus in der „Kolonie Nowawes“ |
| 09155883   | Babelsberg Süd Benzstraße 32 (Lage)                                                  | Kolonistenhaus in der „Kolonie Nowawes“ | | Kolonistenhaus in der „Kolonie Nowawes“ |
| 09155884   | Babelsberg Süd Benzstraße 33 (Lage)                                                  | Mietwohnhaus in der „Kolonie Nowawes“ | | Mietwohnhaus in der „Kolonie Nowawes“ |
| 09155004   | Berliner Vorstadt Berliner Straße 14 (Lage)                                          | Gebäudeteile des Berliner Tores | Die 1896 erbaute südöstliche Seitenwand des 1752/53 errichteten Berliner Tores, das nach Beschädigungen im Zweiten Weltkrieg 1952 abgetragen wurde. Um 1978 auch die nordwestliche Seitenwand. | Gebäudeteile des Berliner Tores |
| 09155712   | Berliner Vorstadt Berliner Straße (Lage)                                             | Glienicker Brücke mit Kolonnaden und Bastionen | Die von 1906 bis 1907 errichtete Brücke verbindet Berlin-Wannsee und Potsdam. | weitere Bilder |
| 09155033   | Berliner Vorstadt Berliner Straße 10 (Lage)                                          | Bürgerliches Wohnhaus | | Bürgerliches Wohnhaus |
| 09155079   | Berliner Vorstadt Berliner Straße 10 (Lage)                                          | Bürgerliches Wohnhaus mit Kaserne, zur Straße Am Kanal ausgerichtet | | Bürgerliches Wohnhaus mit Kaserne, zur Straße Am Kanal ausgerichtet |
| 09155034   | Berliner Vorstadt Berliner Straße 11, Türkstraße 12 (Lage)                           | Kaserne der Leib-Eskadron der Garde du Corps | | Kaserne der Leib-Eskadron der Garde du Corps |
| 09157232   | Berliner Vorstadt Berliner Straße 26, 26a, 26b, 26d (Lage)                           | Zwei Mietwohnhäuser mit Hofpflasterung und Stallteil der Leib-Eskadron des Garde-Husaren-Regiments mit Resten der Kasernenbegrenzungsmauer | | Zwei Mietwohnhäuser mit Hofpflasterung und Stallteil der Leib-Eskadron des Garde-Husaren-Regiments mit Resten der Kasernenbegrenzungsmauer |
| 09155713   | Berliner Vorstadt Berliner Straße 27, Schiffbauergasse 1, 4a-i, 5, 16 (Lage)         | Kaserne des Leib-Garde-Husaren-Regiments mit Mannschaftsgebäude, Reit- und Stallanlagen, vier Reithallen | Ehemalige Kasernenanlage des Leib-Garde-Husaren-Regiments zwischen der heutigen Nuthestraße, Berliner Straße und Schiffbauergasse. 1822 Bau ausgedehnter Stallungen unter Johann Georg Karl Hampel nach Plänen von Karl Friedrich Schinkel. 1839–1841 entstand nach dem Entwurf von Hampel unter Schinkels Mitwirkung das Hauptgebäude (an der heutigen Berliner Straße) im normannischen Stil, dem Ludwig Persius 1841 einen Zinnenkranz aufsetzte. 1915 kam nach Entwurf von Robert Klingelhöffer eine weitere Reithalle hinzu. | Kaserne des Leib-Garde-Husaren-Regiments mit Mannschaftsgebäude, Reit- und Stallanlagen, vier Reithallen |
| 09155714   | Berliner Vorstadt Berliner Straße 27a (Lage)                                         | Offiziersspeiseanstalt | Ehemaliges Offizierskasino des Leib-Garde-Husaren-Regiments. Der neugotische Backsteinbau entstand 1886/87 nach Entwürfen des Intendantur- und Baurats Ferdinand Schönhals. | Offiziersspeiseanstalt |
| 09155715   | Berliner Vorstadt Berliner Straße 29 (Lage)                                          | Villa Tummeley mit Gartenanlage und Resten der Einfriedung | Die Villa wurde 1847/48 nach Plänen von Moritz Gottgetreu im Stil der Tudorgotik errichtet und 1885 in Renaissanceformen umgebaut. | Villa Tummeley mit Gartenanlage und Resten der Einfriedung |
| 09156120,T | Berliner Vorstadt Berliner Straße 31 (Lage)                                          | Bürgerliches Wohnhaus und Remise | | Bürgerliches Wohnhaus und Remise |
| 09156609   | Berliner Vorstadt Berliner Straße 48 (Lage)                                          | Fabrikgebäude der „Ostermann'schen Lichterfabrik“ | | Fabrikgebäude der „Ostermann'schen Lichterfabrik“ |
| 09156121   | Berliner Vorstadt Berliner Straße 76 (Lage)                                          | Villa Kampffmeyer | Bauherr: Kurt Kampffmeyer, Mühlenbesitzer Baujahr: 1924/25 Architekten: Carl Mohr, Paul Weidner, Berlin Ausführung: Adolf & Friedrich Bolle, Berlin | Villa Kampffmeyer |
| 09157252   | Berliner Vorstadt Berliner Straße 79 (Lage)                                          | Wohnhaus Riek | Mietwohnhaus, 3-geschossig, massiv, verputzt, Mansardwalmdach Bauherr: Gärtnerfamilie Riek Baujahr 1913/14 Entwurf: Hermann Mangelsdorf, Stadtbaurat Bauleitung: Otto Cordes, Bauunternehmer Ausführung: Oskar Schulze, Maurermeister & Zimmermeister | Wohnhaus Riek |
| 09155716   | Berliner Vorstadt Berliner Straße 86 (Lage)                                          | Villa Schöningen mit Gartenanlage und Einfriedung | Das Haus im italienischen Villenstil entwarf Ludwig Persius 1843 für Kurd Wolfgang von Schöning, den Hofmarschall des Prinzen Carl von Preußen. | Villa Schöningen mit Gartenanlage und Einfriedung |
| 09156122   | Berliner Vorstadt Berliner Straße 88 (Lage)                                          | Tankstelle der „NITAG“ | | Tankstelle der „NITAG“ |
| 09156711   | Berliner Vorstadt Berliner Straße 98-101 (Lage)                                      | Dienstgebäude der ehemaligen Wasserstraßendirektion Kurmark | Das Gebäude der ehemaligen Wasserstraßendirektion Kurmark (1935–1939 Wasserbaudirektion Kurmark) entstand 1938–1940 nach dem Entwurf des Architekten Werner March. Neben dem ehemaligen Präsidialgebäude des DRK in der Babelsberger August-Bebel-Straße 89, ist es der einzige Verwaltungsbau in Potsdam, der in der Zeit des Nationalsozialismus errichtet wurde. Seit 1993 beherbergt der Komplex das Bundesvermögensamt, ab 2005 Bundesanstalt für Immobilienaufgaben und seit 1998 das Hauptzollamt Potsdam (Tizianstraße 13). | Dienstgebäude der ehemaligen Wasserstraßendirektion Kurmark |
| 09156716   | Berliner Vorstadt Berliner Straße 102 (Lage)                                         | Landhaus, Wohnhaus des Bildhauers Louis Castan | Den Ursprungsbau kaufte 1844 der Obertelegraphist Johann Christian Kluge. Ludwig Persius gestaltete das Wohnhaus um. 1875 erwarb es der Bildhauer Louis Castan. Nach dem Entwurf des Ingenieurs Edmund Rohde wurde der zweigeschossige Bau 1907 aufgestockt, der Fassadenbereich unter dem flachen Walm-/Satteldach mit einer Leistenschalung verkleidet und die hochrechteckigen Fensteröffnungen des zweiten Obergeschosses mit Zierbrettern gerahmt. | Landhaus, Wohnhaus des Bildhauers Louis Castan |
| 09156717   | Berliner Vorstadt Berliner Straße 109 (Lage)                                         | Villa Hoffmann | Bauherr: Max Hoffmann, Brauereibesitzer Baujahr: 1888/89 Architekt: unbekannt Ausführung: Wilhelm Meier | [[Vorlage:Bilderwunsch/code!/C:52.410221,13.079577!/D:Berliner Vorstadt Berliner Straße 109, Villa Hoffmann!/\|BW]] |
| 09157202   | Berliner Vorstadt Berliner Straße 114/115, Rubensstraße 1, Berliner Straße 46 (Lage) | Schulkomplex (ehemalige Königliche Handels- und Gewerbeschule für Mädchen, heute Oberstufen-zentrum III „Johanna Just“), bestehend aus Schulgebäude (Berliner Straße 114/115, Rubensstraße 1) und Turnhallentrakt mit Wohnhaus der ehemaligen Königlichen Waschanstalt (Berliner Straße 46) | | Schulkomplex (ehemalige Königliche Handels- und Gewerbeschule für Mädchen, heute Oberstufen-zentrum III „Johanna Just“), bestehend aus Schulgebäude (Berliner Straße 114/115, Rubensstraße 1) und Turnhallentrakt mit Wohnhaus der ehemaligen Königlichen Waschanstalt (Berliner Straße 46) |
| 09156710   | Berliner Vorstadt Berliner Straße 117 (Lage)                                         | Villa Rabe mit Nebengebäuden und Einfriedung | | Villa Rabe mit Nebengebäuden und Einfriedung |
| 09156124   | Berliner Vorstadt Berliner Straße 124a (Lage)                                        | Wohnhaus Meyerheine | | Wohnhaus Meyerheine |
| 09156610   | Berliner Vorstadt Berliner Straße 125 (Lage)                                         | Mietwohnhaus mit Einfriedung | | Mietwohnhaus mit Einfriedung |
| 09155718   | Berliner Vorstadt Berliner Straße 130 (Lage)                                         | Villa von Kleist mit Hofgebäuden, Vorgarten und straßenseitiger Einfriedung | Die Villa wurde um 1824 für den Kommandeur des Leib-Garde-Husaren-Regiments, Oberst-Lieutnant (ab 1826 Oberst) und Flügeladjutant Carl von Malachowski (1783–1844) errichtet. Der Architekt ist unbekannt. Das dem Land Brandenburg gehörende Anwesen ist seit 2009 Sitz des in Potsdam gegründeten Institute for Advanced Sustainability Studies (IASS). | Villa von Kleist mit Hofgebäuden, Vorgarten und straßenseitiger Einfriedung |
| 09155735   | Berliner Vorstadt Berliner Straße 133 (Lage)                                         | Villa mit Gartenanlage, sogenannte Rote Villa | Das Eckhaus Berliner Straße/Otto-Nagel-Straße errichtete 1872/73 die Potsdamer Firma Gebr. Petzholtz. Den Entwurf fertigte Hofbau- und Hofmaurermeister Ernst Petzholtz. Das Haus erwarb nach Fertigstellung 1873 ein „Herr von Ziethen“, Rittmeister im Garde-Husaren-Regiment. Von 1892 bis 1999 wurde die „Rote Villa“ gastronomisch genutzt. Seit 2004 sind in dem Haus Büro- und Wohnräume untergebracht. | Villa mit Gartenanlage, sogenannte Rote Villa |
| 09156125   | Berliner Vorstadt Berliner Straße 135, Behlertstraße 3a, 4 (Lage)                    | Kaserne der Garde du Corps mit Reit- und Stallanlagen, zwei Mannschaftsgebäuden | Ehemalige Kasernenanlage zwischen der heutigen Berliner Straße, Behlertstraße, Mangerstraße und Otto-Nagel-Straße. Die 1891 bis 1893 im Stil der Neorenaissance errichteten Gebäude für das Regiment der Gardes du Corps entstanden nach Plänen des Garnisonbauinspektors Robert Klingelhöffer. | Kaserne der Garde du Corps mit Reit- und Stallanlagen, zwei Mannschaftsgebäuden |
| 09155719   | Berliner Vorstadt Berliner Straße 136 (Lage)                                         | Villa Ritz mit Gartenanlage und Einfriedung | Bauherr: Johann Friedrich Ritz, Geheimer Kämmerer. Erbaut für seine Ehefrau Henriette Rahel Baranius Baujahr: 1798–1800 Architekt: Michael Philipp Boumann Ausführung: Johann Gottlob David Brendel, Hofzimmermeister | Villa Ritz mit Gartenanlage und Einfriedung |
| 09155720   | Berliner Vorstadt Berliner Straße 143 (Lage)                                         | Rektorenwohnhaus (der Frank’schen Stiftung) | Im eingeschossigen Ursprungsbau waren ab den 1840er Jahren die Rektoren der Frank’schen Stiftung untergebracht, die im angrenzenden Nachbarhaus Berliner Straße 144 die „Erziehungsanstalt für verwahrloste Knaben“ leiteten. Wegen Baufälligkeit wurde das Rektorenhaus 1935 abgebrochen, 1936 zweigeschossig wieder aufgebaut und bis 2007 für schulische Zwecke genutzt. | Rektorenwohnhaus (der Frank’schen Stiftung) |
| 09155721   | Berliner Vorstadt Berliner Straße 144 (Lage)                                         | Wohnhaus Brendel mit Fassadenrelief („Frank’sche Stiftung“) | Das zwischen 1790 und 1792 errichtete Gebäude diente dem Hofzimmermeister Johann Gottlob David Brendel (1753–1803) als Wohnhaus. Mit dem angrenzenden Haus Berliner Straße 143 ging das Gebäudeensemble in den 1840er Jahren an die „Frank’sche Stiftung“, die eine „Erziehungsanstalt für verwahrloste Knaben“ einrichtete. 1933 wurde die Stiftung aufgelöst und in eine „Hilfsschule für Schwachbegabte“ umgewandelt. Zu DDR-Zeiten „Walter-Junker-Schule“, beherbergten die Häuser Berliner Straße 143 und 144 von 1992 bis 2007 die Fröbelschule (Förderschule für Erziehungshilfe). 2008 wurde das Gebäude als Mietwohnhaus umgenutzt. | Wohnhaus Brendel mit Fassadenrelief („Frank’sche Stiftung“) |
| 09155722   | Berliner Vorstadt Berliner Straße 148 (Lage)                                         | Zivil-Waisenhaus mit Gartenanlage und Einfriedung | Das Zivil-Waisenhaus errichtete 1858–1862 Baumeister Carl Gerndt für die von Wilhelm von Türk gegründete „Civilwaisenhaus-Stiftung“, die verwaiste Jungen von Staats- und Kommunalbeamten aufnahm. Neben der Stiftung, die sich 1978 in Evangelisches Diakoniewerk Wilhelm-von-Türk-Stiftung umbenannte, hat seit 1992 auch der Landesausschuss für Innere Mission (LAFIM) seinen Sitz in dem Haus. | Zivil-Waisenhaus mit Gartenanlage und Einfriedung |
| 09156560   | Nauener Vorstadt Bertha-von-Suttner-Straße 7 (Lage)                                  | Mietwohnhaus mit Remise, Vorgarten und Einfriedung | Bauherr: Emil Götz, Tischlermeister Baujahr: 1883/84 Baumeister: Emil Lilie, Maurermeister | Mietwohnhaus mit Remise, Vorgarten und Einfriedung |
| 09156611   | Nauener Vorstadt Bertha-von-Suttner-Straße 14 (Lage)                                 | Villa mit Stallgebäude, Vorgarten und Einfriedung | | Villa mit Stallgebäude, Vorgarten und Einfriedung |
| 09156612   | Nauener Vorstadt Bertha-von-Suttner-Straße 22 (Lage)                                 | Mietwohnhaus mit Seitenflügel, Hof und Vorgarten sowie Einfriedung | | Mietwohnhaus mit Seitenflügel, Hof und Vorgarten sowie Einfriedung |
| 09156126   | Nauener Vorstadt Bertinistraße 1, 1a, 3-5 (Lage)                                     | Villa Mendelsohn-Bartholdy mit Gärtnerwohnhaus, Waschhaus, Stallgebäude, Gartenanlage mit Platanenallee | Das Haus in der Bertinistraße entstand 1906 nach Entwürfen Paul Schultze-Naumburgs unter Einbeziehung eines älteren Gebäudes. | Villa Mendelsohn-Bartholdy mit Gärtnerwohnhaus, Waschhaus, Stallgebäude, Gartenanlage mit Platanenallee |
| 09156613   | Nauener Vorstadt Bertinistraße 6 (Lage)                                              | Villa Starck mit Gartenanlage | | Villa Starck mit Gartenanlage |
| 09157025   | Nauener Vorstadt Bertinistraße 15 (Lage)                                             | Wohnhaus mit Einfriedung | | [[Vorlage:Bilderwunsch/code!/C:52.426396,13.067523!/D:Nauener Vorstadt Bertinistraße 15, Wohnhaus mit Einfriedung!/\|BW]] |
| 09155744   | Nauener Vorstadt Bertinistraße 16, 16a, Bertiniweg 1, 7 (Lage)                       | Villa Gutmann mit wertvollen Innenräumen, insbesondere Arabicum, Turnhalle, barockem Deckengemälde und Anbau (Torbau), Wirtschaftsgebäude, Eiskeller, Straßenunterführung zum seeseitigen Grundstücksteil mit Resten des Bootshauses sowie Villengarten                                     | Bauherr: Herbert M. Gutmann, Bankier Baujahr: ab 1914 Um- und Anbauten eines vorhandenen Wohngebäudes Architekt: Reinhold Mohr | weitere Bilder |
| 09157085   | Nauener Vorstadt Bertinistraße 18, 19 (Lage)                                         | Wachturm der ehemaligen „Grenzübergangsstelle Wasser, Nedlitz“ mit Resten der Sperranlage (Spundwand-Stichkanal) | | Wachturm der ehemaligen „Grenzübergangsstelle Wasser, Nedlitz“ mit Resten der Sperranlage (Spundwand-Stichkanal) |
| 09157240   | Nauener Vorstadt Bertiniweg 2-10 (gerade) (Lage)                                     | Villengrundstück Alexander (vormals Jacobs) mit Resten der Villa, den ehemaligen Wirtschaftsgebäuden und dem aus Nutz-, Obst- und Landschaftsgarten gebildeten Villengarten mit den dazugehörigen baulichen Anlagen und Zeugnissen der künstlerischen Gestaltung                            | | Villengrundstück Alexander (vormals Jacobs) mit Resten der Villa, den ehemaligen Wirtschaftsgebäuden und dem aus Nutz-, Obst- und Landschaftsgarten gebildeten Villengarten mit den dazugehörigen baulichen Anlagen und Zeugnissen der künstlerischen Gestaltung                            |
| 09156561   | Nauener Vorstadt Beyerstraße 4 (Lage)                                                | Villa mit Remise und Einfriedung | | Villa mit Remise und Einfriedung |
| 09156782   | Nauener Vorstadt Birkenstraße 10 (Lage)                                              | Mietwohnhaus | | Mietwohnhaus |
| 09156075   | Babelsberg Süd Blumenweg 1-24 (Lage)                                                 | Selbsthilfe-Siedlung Blumenweg | | [[Vorlage:Bilderwunsch/code!/C:52.389165,13.108845!/D:Babelsberg Süd Blumenweg 1-24, Selbsthilfe-Siedlung Blumenweg!/\|BW]] |
| 09156123   | Berliner Vorstadt Böcklinstraße 3d (Lage)                                            | Müllerwohnhaus | | [[Vorlage:Bilderwunsch/code!/C:52.412508,13.079985!/D:Berliner Vorstadt Böcklinstraße 3d, Müllerwohnhaus!/\|BW]] |
| 09156614   | Berliner Vorstadt Böcklinstraße 15, 16 (Lage)                                        | Wohnhaus des Malers und Architekten Wilhelm Schmid, „Etappenhaus“ | | Wohnhaus des Malers und Architekten Wilhelm Schmid, „Etappenhaus“ |
| 09156829   | Nördliche Innenstadt Brandenburger Straße (Lage)                                     | Straßenzug in der II. Barocken Stadterweiterung | | Straßenzug in der II. Barocken Stadterweiterung |
| 09155259   | Nördliche Innenstadt Brandenburger Straße 1 (Lage)                                   | Bürgerliches Wohnhaus | Baujahr: 1785 Baumeister: Johann Rudolf Heinrich Richter | Bürgerliches Wohnhaus |
| 09155260   | Nördliche Innenstadt Brandenburger Straße 2 (Lage)                                   | Barockes Typenhaus | Baujahr: 1736 | Barockes Typenhaus |
| 09155261   | Nördliche Innenstadt Brandenburger Straße 3 (Lage)                                   | Barockes Typenhaus | Baujahr: 1736 | Barockes Typenhaus |
| 09155262   | Nördliche Innenstadt Brandenburger Straße 4 (Lage)                                   | Barockes Typenhaus | Baujahr: 1736 | Barockes Typenhaus |
| 09155263   | Nördliche Innenstadt Brandenburger Straße 5 (Lage)                                   | Barockes Typenhaus | Baujahr: 1736 | Barockes Typenhaus |
| 09155264   | Nördliche Innenstadt Brandenburger Straße 6 (Lage)                                   | Barockes Typenhaus | Baujahr: 1736 | Barockes Typenhaus |
| 09155265   | Nördliche Innenstadt Brandenburger Straße 7 (Lage)                                   | Barockes Typenhaus | Baujahr: 1736 Umbau: 1801/1900 | Barockes Typenhaus |
| 09155266   | Nördliche Innenstadt Brandenburger Straße 8 (Lage)                                   | Bürgerliches Wohnhaus | Baujahr: 1786 Baumeister: Johann Rudolf Heinrich Richter | Bürgerliches Wohnhaus |
| 09155267   | Nördliche Innenstadt Brandenburger Straße 9 (Lage)                                   | Barockes Typenhaus | Baujahr: um 1739 | Barockes Typenhaus |
| 09155268   | Nördliche Innenstadt Brandenburger Straße 10 (Lage)                                  | Barockes Typenhaus | Baujahr: um 1739 | Barockes Typenhaus |
| 09155269   | Nördliche Innenstadt Brandenburger Straße 11 (Lage)                                  | Barockes Typenhaus | Baujahr: um 1739 | Barockes Typenhaus |
| 09155270   | Nördliche Innenstadt Brandenburger Straße 12 (Lage)                                  | Barockes Typenhaus, aufgestockt | Baujahr: um 1739 Umbau vor 1887 | Barockes Typenhaus, aufgestockt |
| 09155271   | Nördliche Innenstadt Brandenburger Straße 13 (Lage)                                  | Barockes Typenhaus | Baujahr: um 1739 | Barockes Typenhaus |
| 09155272   | Nördliche Innenstadt Brandenburger Straße 14 (Lage)                                  | Barockes Typenhaus | Baujahr: um 1739 | Barockes Typenhaus |
| 09155273   | Nördliche Innenstadt Brandenburger Straße 15 (Lage)                                  | Barockes Typenhaus | Baujahr: um 1739 | Barockes Typenhaus |
| 09155274   | Nördliche Innenstadt Brandenburger Straße 16 (Lage)                                  | Barockes Typenhaus, aufgestockt | | Barockes Typenhaus, aufgestockt |
| 09155275   | Nördliche Innenstadt Brandenburger Straße 17 (Lage)                                  | Barockes Typenhaus | | Barockes Typenhaus |
| 09155276   | Nördliche Innenstadt Brandenburger Straße 18 (Lage)                                  | Barockes Typenhaus | | Barockes Typenhaus |
| 09155277   | Nördliche Innenstadt Brandenburger Straße 19 (Lage)                                  | Barockes Typenhaus, aufgestockt | | Barockes Typenhaus, aufgestockt |
| 09155278   | Nördliche Innenstadt Brandenburger Straße 20 (Lage)                                  | Barockes Typenhaus | | Barockes Typenhaus |
| 09155279   | Nördliche Innenstadt Brandenburger Straße 21 (Lage)                                  | Barockes Typenhaus | | Barockes Typenhaus |
| 09155280   | Nördliche Innenstadt Brandenburger Straße 22 (Lage)                                  | Barockes Typenhaus | | Barockes Typenhaus |
| 09155281   | Nördliche Innenstadt Brandenburger Straße 23 (Lage)                                  | Bürgerliches Wohnhaus | | Bürgerliches Wohnhaus |
| 09155282   | Nördliche Innenstadt Brandenburger Straße 24 (Lage)                                  | Wohn- und Geschäftshaus | | Wohn- und Geschäftshaus |
| 09155283   | Nördliche Innenstadt Brandenburger Straße 25 (Lage)                                  | Barockes Typenhaus | | Barockes Typenhaus |
| 09155284   | Nördliche Innenstadt Brandenburger Straße 26 (Lage)                                  | Barockes Typenhaus | | Barockes Typenhaus |
| 09155285   | Nördliche Innenstadt Brandenburger Straße 27 (Lage)                                  | Barockes Typenhaus | | Barockes Typenhaus |
| 09155286   | Nördliche Innenstadt Brandenburger Straße 28 (Lage)                                  | Wohn- und Geschäftshaus | | Wohn- und Geschäftshaus |
| 09155287   | Nördliche Innenstadt Brandenburger Straße 28a (Lage)                                 | Bürgerliches Wohnhaus | | Bürgerliches Wohnhaus |
| 09155288   | Nördliche Innenstadt Brandenburger Straße 29 (Lage)                                  | Barockes Typenhaus | | Barockes Typenhaus |
| 09155244   | Nördliche Innenstadt Brandenburger Straße 30, 31 (Lage)                              | Kaufhaus Hirsch (Fassade) | | Kaufhaus Hirsch (Fassade) |
| 09155289   | Nördliche Innenstadt Brandenburger Straße 32 (Lage)                                  | Barockes Typenhaus | | Barockes Typenhaus |
| 09155290   | Nördliche Innenstadt Brandenburger Straße 33 (Lage)                                  | Barockes Typenhaus | | Barockes Typenhaus |
| 09155291   | Nördliche Innenstadt Brandenburger Straße 34 (Lage)                                  | Barockes Typenhaus | | Barockes Typenhaus |
| 09155292   | Nördliche Innenstadt Brandenburger Straße 35 (Lage)                                  | Barockes Typenhaus | | Barockes Typenhaus |
| 09155293   | Nördliche Innenstadt Brandenburger Straße 36 (Lage)                                  | Barockes Typenhaus | | Barockes Typenhaus |
| 09156310   | Nördliche Innenstadt Brandenburger Straße 37 (Lage)                                  | Bürgerliches Wohnhaus | Baujahr: 1776 Baumeister: Carl von Gontard | Bürgerliches Wohnhaus |
| 09156311   | Nördliche Innenstadt Brandenburger Straße 38 (Lage)                                  | Bürgerliches Wohnhaus | | Bürgerliches Wohnhaus |
| 09155294   | Nördliche Innenstadt Brandenburger Straße 39 (Lage)                                  | Barockes Typenhaus | | Barockes Typenhaus |
| 09155295   | Nördliche Innenstadt Brandenburger Straße 40 (Lage)                                  | Barockes Typenhaus | | Barockes Typenhaus |
| 09155296   | Nördliche Innenstadt Brandenburger Straße 41 (Lage)                                  | Barockes Typenhaus | | Barockes Typenhaus |
| 09155297   | Nördliche Innenstadt Brandenburger Straße 42 (Lage)                                  | Bürgerliches Wohnhaus | | Bürgerliches Wohnhaus |
| 09155298   | Nördliche Innenstadt Brandenburger Straße 43 (Lage)                                  | Barockes Typenhaus | | Barockes Typenhaus |
| 09155299   | Nördliche Innenstadt Brandenburger Straße 44 (Lage)                                  | Barockes Typenhaus | | Barockes Typenhaus |
| 09155300   | Nördliche Innenstadt Brandenburger Straße 45 (Lage)                                  | Barockes Typenhaus | | Barockes Typenhaus |
| 09155301   | Nördliche Innenstadt Brandenburger Straße 46 (Lage)                                  | Barockes Typenhaus | | Barockes Typenhaus |
| 09155302   | Nördliche Innenstadt Brandenburger Straße 47 (Lage)                                  | Barockes Typenhaus, aufgestockt | | Barockes Typenhaus, aufgestockt |
| 09155303   | Nördliche Innenstadt Brandenburger Straße 47a (Lage)                                 | Bürgerliches Wohnhaus | | Bürgerliches Wohnhaus |
| 09155304   | Nördliche Innenstadt Brandenburger Straße 48 (Lage)                                  | Wohn- und Geschäftshaus | | Wohn- und Geschäftshaus |
| 09155245   | Nördliche Innenstadt Brandenburger Straße 49-52 (Lage)                               | Kaufhaus Lindemann, später Karstadt, mit Gedenktafel für den Vereinigungsparteitag der Kreisorganisationen von KPD und SPD zur SED | Das Warenhaus Potsdam wurde um das Jahr 1905 als Filiale des Warenhausunternehmens Paul Lindemann & Co. im Jugendstil errichtet und in den Jahren 1928/1929 umfassend umgebaut. Von Herbst 2003 bis März 2005 umgebaut und unter der Bezeichnung „Stadtpalais Potsdam“ wiedereröffnet. | Kaufhaus Lindemann, später Karstadt, mit Gedenktafel für den Vereinigungsparteitag der Kreisorganisationen von KPD und SPD zur SED |
| 09155305   | Nördliche Innenstadt Brandenburger Straße 53 (Lage)                                  | Barockes Typenhaus | | Barockes Typenhaus |
| 09155306   | Nördliche Innenstadt Brandenburger Straße 54 (Lage)                                  | Barockes Typenhaus | | Barockes Typenhaus |
| 09155307   | Nördliche Innenstadt Brandenburger Straße 55 (Lage)                                  | Barockes Typenhaus, aufgestockt | | Barockes Typenhaus, aufgestockt |
| 09155308   | Nördliche Innenstadt Brandenburger Straße 56 (Lage)                                  | Wohn- und Geschäftshaus | | Wohn- und Geschäftshaus |
| 09155309   | Nördliche Innenstadt Brandenburger Straße 57 (Lage)                                  | Wohn- und Geschäftshaus | | Wohn- und Geschäftshaus |
| 09155310   | Nördliche Innenstadt Brandenburger Straße 58 (Lage)                                  | Barockes Typenhaus, aufgestockt | | Barockes Typenhaus, aufgestockt |
| 09155311   | Nördliche Innenstadt Brandenburger Straße 59 (Lage)                                  | Barockes Typenhaus | | Barockes Typenhaus |
| 09155312   | Nördliche Innenstadt Brandenburger Straße 60 (Lage)                                  | Barockes Typenhaus | | Barockes Typenhaus |
| 09155313   | Nördliche Innenstadt Brandenburger Straße 61 (Lage)                                  | Barockes Typenhaus | | Barockes Typenhaus |
| 09155314   | Nördliche Innenstadt Brandenburger Straße 62 (Lage)                                  | Wohn- und Geschäftshaus | | Wohn- und Geschäftshaus |
| 09155315   | Nördliche Innenstadt Brandenburger Straße 63 (Lage)                                  | Barockes Typenhaus | | Barockes Typenhaus |
| 09155316   | Nördliche Innenstadt Brandenburger Straße 64 (Lage)                                  | Barockes Typenhaus | | Barockes Typenhaus |
| 09155317   | Nördliche Innenstadt Brandenburger Straße 65 (Lage)                                  | Barockes Typenhaus | | Barockes Typenhaus |
| 09155318   | Nördliche Innenstadt Brandenburger Straße 66 (Lage)                                  | Barockes Typenhaus | | Barockes Typenhaus |
| 09155319   | Nördliche Innenstadt Brandenburger Straße 67 (Lage)                                  | Barockes Typenhaus | | Barockes Typenhaus |
| 09155320   | Nördliche Innenstadt Brandenburger Straße 68 (Lage)                                  | Barockes Typenhaus | | Barockes Typenhaus |
| 09155321   | Nördliche Innenstadt Brandenburger Straße 69 (Lage)                                  | Barockes Typenhaus | | Barockes Typenhaus |
| 09155322   | Nördliche Innenstadt Brandenburger Straße 70 (Lage)                                  | Barockes Typenhaus mit Gedenktafel für Theodor Storm | | Barockes Typenhaus mit Gedenktafel für Theodor Storm |
| 09155323   | Nördliche Innenstadt Brandenburger Straße 71 (Lage)                                  | Barockes Typenhaus | | Barockes Typenhaus |
| 09155324   | Nördliche Innenstadt Brandenburger Straße 72 (Lage)                                  | Bürgerliches Wohnhaus | Baujahr: 1785 Baumeister: Johann Rudolf Heinrich Richter | Bürgerliches Wohnhaus |
| 09156842   | Nördliche Innenstadt Breite Straße (Lage)                                            | Straßenzug in der Altstadt | | [[Vorlage:Bilderwunsch/code!/C:52.395048,13.056391!/D:Nördliche Innenstadt Breite Straße, Straßenzug in der Altstadt!/\|BW]] |
| 09155217   | Nördliche Innenstadt Breite Straße (Lage)                                            | Obelisk des Neustädter Tores | | weitere Bilder |
| 09155218   | Nördliche Innenstadt Breite Straße (Lage)                                            | Alte Litfaßsäule | | [[Vorlage:Bilderwunsch/code!/C:52.395675,13.049684!/D:Nördliche Innenstadt Breite Straße, Alte Litfaßsäule!/\|BW]] |
| 09156177   | Nördliche Innenstadt Breite Straße 1a (Lage)                                         | Kinoorgel (im Filmmuseum) | Welte-Kinoorgel | [[Vorlage:Bilderwunsch/code!/C:52.395236,13.058248!/D:Nördliche Innenstadt Breite Straße 1a, Kinoorgel (im Filmmuseum)!/\|BW]] |
| 09155143   | Nördliche Innenstadt Breite Straße 8-12 (Lage)                                       | Bürgerliche Wohnhäuser mit Kaserne „Hiller-Brandtsche Häuser“ | Friedrich II. ließ die Bürgerhäuser hinter der einem englischen Vorbild nachempfundenen einheitlichen Fassade 1769 nach Plänen Georg Christian Ungers errichten. | weitere Bilder |
| 09155144   | Nördliche Innenstadt Breite Straße 14 (Lage)                                         | Predigerwitwenhaus | Das Gebäude wurde 1826/1827 auf den Grundmauern eines Predigerwitwenhauses aus dem 17. Jahrhundert errichtet. Den Neubau im klassizistischen Stil entwarf Regierungs- und Baurat Carl Wilhelm Redtel (1783–1853). Das Gebäude wurde bis 2006 als Wohnstift genutzt und von der evangelischen Kirche an einen privaten Investor verkauft. | Predigerwitwenhaus |
| 09156698   | Nördliche Innenstadt Breite Straße 26 (Lage)                                         | Café „Seerose“ einschließlich der Umfeldgestaltung | | weitere Bilder |
| 09155219   | Nördliche Innenstadt Burgstraße 7 (Lage)                                             | Gedenktafel an General von Yorck | | Gedenktafel an General von Yorck |
| 09155035   | Nördliche Innenstadt Burgstraße 32 (Lage)                                            | Pfarrhaus | Das Haus für den lutherischen Prediger der Heilig-Geist-Kirche wurde 1781 nach Plänen Georg Christian Ungers erbaut. | Pfarrhaus |
| 09155036   | Nördliche Innenstadt Burgstraße 33 (Lage)                                            | Pfarrhaus | Das Haus für den reformierten Prediger der Heilig-Geist-Kirche wurde 1781 nach Plänen Georg Christian Ungers erbaut. | [[Vorlage:Bilderwunsch/code!/C:52.397198,13.069036!/D:Nördliche Innenstadt Burgstraße 33, Pfarrhaus!/\|BW]] |

## Ehemalige Baudenkmale
| ID-Nr. | Lage                                      | Bezeichnung                                                                               | Beschreibung | Bild                                                                                      |
| ------ | ----------------------------------------- | ----------------------------------------------------------------------------------------- | ------------ | ----------------------------------------------------------------------------------------- |
|        | Berliner Vorstadt Behlertstraße 4a (Lage) | siehe Parkanlage Neuer Garten mit Marmorpalais und Schloss Cecilienhof, Schlosspolierhaus | 1901         | siehe Parkanlage Neuer Garten mit Marmorpalais und Schloss Cecilienhof, Schlosspolierhaus |